# 伊瓦尔·贾埃弗
伊瓦尔·贾埃弗（1929年4月5日—），挪威物理学家。

## 生平
出生于挪威卑尔根，他在通用电气研究的时候，用实验证明了超导体的能带，验证了超导体BCS理论。因此，他与江崎玲于奈、布赖恩·约瑟夫森同获1973年诺贝尔物理学奖。
贾埃弗后来的工作集中在生物物理学。他晚年认为“全球变暖议题”不是科学事实，已经变成了一种宗教。为此，他辞去了在美国物理学会的职位。